# 韦达德·伊比舍维奇
韦达德·伊比舍维奇（發音：[ʋědad ibîːʃeʋitɕ]；1984年8月6日—）是一名波斯尼亚和黑塞哥维那足球運動員，最後效力於史浩克04。
由於伊比斯域在年輕時曾居住於瑞士和美國，並在美國就讀大學，所以他精通英語、法語和德語三種外語。

## 外部連結
- 伊比斯域 官方網頁（波斯尼亞語、（英文））
- Profil at Alemmanias official site
- Ibisevics life story - životna priča Vedada Ibiševića （波斯尼亞語）
- Career stats at Fussballdaten.de （页面存档备份，存于） （德文）